# Pietro I di Lussemburgo-Saint Pol
Pietro I di Lussemburgo-Saint Pol (1390 – Rambures, 31 agosto 1433) fu conte di Saint-Pol, di Brienne, di Ligny e di Conversano dal 1430 al 1433.

## Biografia
Era figlio di Giovanni, conte di Saint-Pol e signore di Beauvoir, e di Margherita d'Enghien, contessa di Brienne e di Conversano.
Filippo III di Borgogna lo nominò Cavaliere del Toson d'oro nel 1430. Alleato degl'inglesi, suo genero Giovanni Plantageneto, I duca di Bedford, gli affidò un esercito con il quale pose l'assedio a Saint-Valery-en-Caux.
Morì di peste a Rambures.

## Matrimonio e discendenza
Pietro sposò nel 1405 Margherita di Baux (1394-1469), figlia di Francesco I del Balzo, duca di Andria, e di Sveva Orsini.
Da Margherita Pietro ebbe:
- Giacometta, andata sposa:
  - nel 1433 a Giovanni Plantageneto, I duca di Bedford,
  - nel 1435 a  Richard Woodville, conte di Rivers[1]
- Luigi, conte de Saint-Pol, di Brienne, di Ligny, di Guisa e di Conversano.
- Tebaldo, signore di Fiennes e conte di Brienne, cardinale
- Giacomo (1426-1487), signore di Richebourg
- Valéran, morto infante
- Giovanni
- Caterina († 1492), andata sposa nel 1445 ad Arturo, duca di Bretagna
- Filippa, badessa di Saint-Maixent
- Isabella († 1472), andata sposa nel 1443 a Carlo, conte del Maine